# Premi Beniamino Gigli
Els Premis Beniamino Gigli (habitualment abreujat Edison) són uns premis musicals finlandesos, atorgat a artistes que realitzen investigacions i estudis musicals sobre Beniamino Gigli.
El club finlandès Beniamino Gigli, afiliat a l'Òpera i Ballet Nacional de Finlandia, va establir el premi l'any 1993 i el guanyador és escollit pel consell d'administració de l'entitat.
El guardó va ser dissenyat per l'empresa de les Marches Roberta Arti Grafiche i representa Beniamino Gigli i algunes barris de Recanati.

## Guanyadors
| Any  | Guanyador                                         | Categoria          |
| ---- | ------------------------------------------------- | ------------------ |
| 1993 | Raimo Sirkiä                                      | Tenor              |
| 1994 | Peter Lindroos                                    | Tenor              |
| 1995 | Raili Viljakainen                                 | Soprano            |
| 1996 | Pietro Ballo                                      | Tenor              |
| 1997 | Riitta-Liisa Kyykkä                               | Pianista           |
| 1998 | Roberto Bencivenga                                | Tenor              |
| 1999 | Rossella Redoglia                                 | Soprano            |
| 2000 | Fabio Armiliato                                   | Tenor              |
| 2001 | Stefano Secco                                     | Tenor              |
| 2002 | Hannu Jurmu                                       | Tenor              |
| 2003 | Salvatore Fisichella                              | Tenor              |
| 2004 | Gabriella Colecchia                               | Mezzosoprano       |
| 2005 | Giorgio Casciarri                                 | Tenor              |
| 2006 | Simona Baldolini                                  | Soprano            |
| 2007 | Francisco Casanova                                | Tenor              |
| 2008 | Andrea Cesare Coronella (també com a Cesare Dina) | Tenor              |
| 2010 | Maurizio Graziani                                 | Tenor              |
| 2011 | Roberto De Biasio                                 | Tenor              |
| 2012 | Domenico Menini                                   | Tenor              |
| 2013 | Ivanna Speranza                                   | Soprano            |
| 2014 | Andrea Carè                                       | Tenor              |
| 2015 | Mika Kares                                        | Baix               |
| 2015 | Liisa Pimiä                                       | Pianista           |
| 2016 | Mario Leonardi                                    | Tenor              |
| 2016 | Torsten Brander                                   | Influencer musical |
| 2017 | Camilla Nylund                                    | Soprano            |
| 2018 | Gilda Fiume                                       | Soprano            |